# Juan López de Uralde
Juan Antonio López Uralde Garmendia (Sant Sebastià, Guipúscoa, 1963) conegut habitualment com a Juantxo López de Uralde, és un activista ecologista espanyol. A les eleccions legislatives espanyoles de desembre de 2015 va encapçalar com independent la llista de Podem per Àlaba i va aconseguir un escó.

## Trajectòria
Va fer estudis d'Enginyeria Agrícola a la Universitat Politècnica de Madrid.
Implicat des de molt jove amb iniciatives ambientals, el 1986 va ser elegit secretari general de la Coordinadora d'Organitzacions de Defensa Ambiental (CODA). Un any després, el 1987, va ingressar a Greenpeace i, entre 2001 i 2010, va ser el seu director a Espanya. Tanmateix, entre 1991 i 2001 va ser coordinador de la Campanya de Tòxics de l'organització a nivell internacional.
El 18 de desembre de 2009 va ser notícia mediàtica per un acte de protesta pacífica durant el qual diversos activistes de Greenpeace es van infiltrar al sopar de gala de la cimera de líders mundials celebrada durant la Cimera de Copenhague. Va ser retingut durant 19 dies junt amb dos activistes més, generant una onada de protestes demanant la seva alliberació. Va ser alliberat el dia 6 de gener de 2010.
El 24 de setembre va presentar el projecte polític que lidera, Equo, amb el que proposa agrupar el moviment verd junt amb la Coordinadora Verda, aspirant a arribar al 10% de vots a les eleccions de 2012. Equo neix a l'abric d'un manifest fundacional de cinc folis titulat “Es el momento” (és el moment), en què s'ofereixen cinc respostes a les “cinc crisis” (econòmica, climàtica i energètica, ambiental, política i global). El manifest d'Equo també fa esment en el caràcter europeista d'aquest nou partit.
Al novembre publicà “El planeta de los estúpidos. Propuestas para salir del estercolero”, un repàs autobiogràfic dels problemes socioambientals i les propostes verdes per afrontar-los.